# Isopolitie
Une isopolitie (grec ancien : ἰσοπολιτεία) est un traité d'égalité des droits de citoyenneté entre les poleis (cités-états) de la Grèce antique. Cela se fait soit par accord mutuel entre les villes, soit par échange de décrets individuels. Il a été utilisé pour cimenter des relations diplomatiques amicales. La Ligue étolienne était un cas unique d'une entité politique plus large qui accordait des traités d'isopolitie,. Une Sympolitie va plus loin, fusionnant les gouvernements de deux ou de plusieurs poleis.

## Histoire
Il existe de nombreux exemples, comme un pacte entre Milet et Cyzicus d'environ 330 Av. J.-C. qui enregistre leur amitié éternelle. En d'autres occasions, les traités ont une durée limitée et doivent être renouvelés, comme un traité entre Milet et Phygela de la fin du IVe siècle av. J.-C., qui renouvelle l'isopolitie entre eux. Une colonie peut également obtenir une isopolitie de sa ville mère, comme Cius l'obtient de Milet en 228 av. J.-C. 
Avec une isopolitie, les citoyens peuvent bénéficier des privilèges de leur citoyenneté dans les deux villes qui participent au traité. Dans la pratique, cela signifie qu'ils ont droit à des avantages tels que l'exonération d'impôt, le droit de se sacrifier dans les cultes publics, des sièges spéciaux lors de rassemblements publics et le droit de plaider en justice devant les tribunaux publics qui sont réservés aux citoyens. En outre, tout citoyen d'une ville qui souhaite obtenir la citoyenneté à part entière - en particulier pour être éligible à une charge publique - dans l'autre ville n'a qu'à se déclarer assujetti à l'impôt. 
Dans le cas des villes mères et des colonies, la relation est inhabituelle, car les villes mères limitent normalement strictement le droit de retour de leurs anciens citoyens installés dans leurs colonies. Vanessa Gorman soutient que Milet a utilisé les traités d'isopolitie pour attirer les colons de ses colonies lorsque la ville a été reconstruite après la bataille de Mycale en 479 av. J.-C. La réinstallation de Teos vers la seconde moitié du VIe siècle av. J.-C. par des colons de sa colonie Abdère peut être un cas similaire. 

## Voir également
- Clérouquie